# Bromeswell
Bromeswell är en by och en civil parish i distriktet East Suffolk, Suffolk, England. Orten har 326 invånare (2001).